# Vättle och Kullings tingslag
Vättle och Kullings tingslag var mellan 1928 och 1934 ett tingslag i Älvsborgs län som omfattade Kullings och Vättle härader.
Tingslaget bildades 1 januari 1928 av Vättle tingslag och Kullings tingslag. Tingsplats var Alingsås.
Den 31 december 1933 uppgick tingslaget i Vättle, Ale och Kullings tingslag.